# Amitai Etzioni
 (février 2024).
Si vous disposez d'ouvrages ou d'articles de référence ou si vous connaissez des sites web de qualité traitant du thème abordé ici, merci de compléter l'article en donnant les références utiles à sa vérifiabilité et en les liant à la section « Notes et références ».
Amitai Etzioni, né Werner Falk le 4 janvier 1929 à Cologne et mort le 31 mai 2023, est un sociologue israélo-américain, connu pour son travail sur la socioéconomie et le communautarisme.